# Charity Wayua
 (mai 2021).
 (juin 2021).
Charity Wayua est une chimiste et chercheuse kényane qui travaille en tant qu'associée en stratégie d'entreprise chez IBM (International Business Machines), à New York.

## Éducation et formation
Charity Wayua étudie au lycée de Kikuyu, Alliance Girls High School, dans le district de Kiambu près de Nairobi, et obtient son diplôme du baccalauréat en 2002. À ce moment, elle obtient une bourse attribuée par le Zawadi Africa Educational Fund, créé et soutenu par Susan Mboya, fille de Tom Mboya, un des pères fondateurs du Kenya, pour étudier aux Etats-Unis. Cette fondation à but non lucratif finance les études de jeunes filles méritantes issues du monde rural au Kenya, pour étudier dans des universités américaines et retourner au Kenya pour contribuer au développement national.[réf. nécessaire]
Elle obtient alors une licence en chimie à l'Université Xavier (États-Unis) en 2007. Elle obtient un PhD en chimie thérapeutique en 2011, à l'Université Purdue dans l'Indiana (États-Unis),. Ses travaux de thèse portent le développement de composés pharmaceutiques pour l'imagerie médicale et les thérapies ciblées pour le traitement de certains cancers.

## Activités professionnelles
Deux ans après son diplôme, Charity Wayua enseigne auprès d'étudiants en licence de chimie, comme professeure assistante, à l'Université Purdue, jusqu'en août 2009.[réf. nécessaire]
À la fin de ses études de doctorat, elle est embauchée par une branche d'IBM basée à Nairobi (Kenya) comme chercheure pour l'Afrique.
L'équipe de recherche qu'elle dirige est chargée du développement de technologies viables commercialement, qui aident le travail des gouvernants et servent aux citoyens. Le travail mené par son équipe en collaboration avec le gouvernement kényan entre 2013 et 2014 est responsable de la progression du Kenya dans le classement de l'indice de la facilité de faire des affaires établi par la Banque mondiale. Le Kenya a ainsi monté de 21 places dans ce classement.
En juin 2018, Charity Wayua est promue associée de la stratégie d'entreprise chez IBM, et continue de travailler à la fois à Nairobi et au siège d'IBM à Armonk, dans l'État de New York (États-Unis d'Amérique).[réf. nécessaire]

## Divers
En septembre 2018, le journal kényan publié en anglais, le Business Daily Africa (en), a nommé Charity Wayua dans le « top 40 des femmes de moins de 40 ans au Kenya en 2018 ».